# Walter Pach (Künstler)

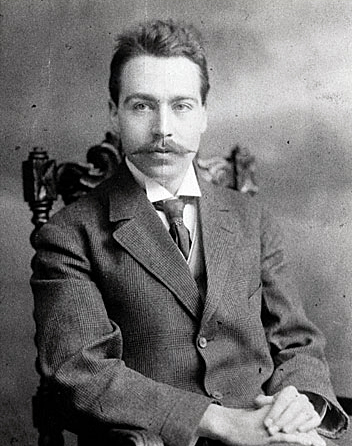
Walter Pach, um 1909

Walter Pach (* 11. Juli 1883 in New York; † 27. November 1958 ebenda) war ein amerikanischer Künstler, Ausstellungsmacher und Kunstkritiker. Er gehörte, neben Arthur B. Davies, Walt Kuhn und anderen, zu den Organisatoren der legendären Armory Show, die 1913 in New York eröffnet wurde.

## Leben
Pach wurde als Sohn des Fotografen Gotthelf Pach, der mit seinen Brüdern das Fotostudio Pach Brothers betrieb, am 11. Juli 1883 in New York geboren. Im Jahr 1903 schloss er seine Studien mit dem Bachelor of Arts am City College of New York ab. Anschließend studierte er an der New York School of Art bei Leigh Harrison Hunt, Robert Henri und William Merritt Chase; er malte anlässlich von Reisen ins Ausland in den Sommermonaten 1903 und 1904 gemeinsam mit Chase’ Kunstklasse. 1907 zog er nach Paris und schloss sich dort dem avantgardistischen Künstlerkreis um Gertrude und Leo Stein an. Ein Jahr später veröffentlichte er den ersten amerikanischen Artikel über Paul Cézanne in Scribner’s Magazine. 1909 verfasste Gertrude Stein ein „Textporträt“, das Portrait of Walter Pach. Im Februar 1913 eröffnete die Armory Show, eine Ausstellung der Moderne in New York, deren Mitorganisator Pach war.
Im Jahr 1914 heiratete Pach die deutsche Künstlerin Magdalena Frohberg (1884–1950) aus Dresden, die er 1907 in Florenz kennengelernt hatte; der gemeinsame Sohn Raymond († 2008) wurde gegen Ende des Jahres geboren. Die Familie Pach lebte hauptsächlich in New York, abgesehen von Aufenthalten im Ausland in den Jahren 1928 bis 1932. Von 1914 bis 1926 vertrat Pach Henri Matisse’ Werk in den USA. In Zusammenarbeit mit Marcel Duchamp, Walter Conrad Arensberg und anderen gründete Pach 1916 in New York die Society of Independent Artists und arrangierte im darauf folgenden Jahr in Alfred Stieglitz’ Galerie 291 eine Ausstellung mit Ölbildern, Pastellen und Zeichnungen von Gino Severini.
Pach lehrte im Sommerhalbjahr 1918 an der University of California at Berkeley, und in den 1920er-Jahren hielt er Vorlesungen an der Universidad Nacional Autónoma de México über die Kunst der Ureinwohner. Mit den mexikanischen Malern José Clemente Orozco und Diego Rivera war er befreundet. Im Jahr 1931 fand seine erste Einzelausstellung in der Kraushaar Gallery in New York statt. Pach war Ausstellungsdirektor für die im Jahr 1939 stattfindende New York World’s Fair, für die er sein Buch Masterpieces of Art schrieb. 1948 folgte Art Museum in America, das sich mit der Relevanz und der Zukunft amerikanischer Kunstmuseen befasste. Nach dem Tod seiner Frau Magdalena 1950 heiratete Pach Nikifora Loutsi, später Nikifora N. Iliopoulos.
1958 wurde Pach als Professor an das City College of New York berufen und starb noch im selben Jahr in New York an den Folgen der Operation eines Magengeschwürs.

## Werk und Bedeutung

### Die Armory Show

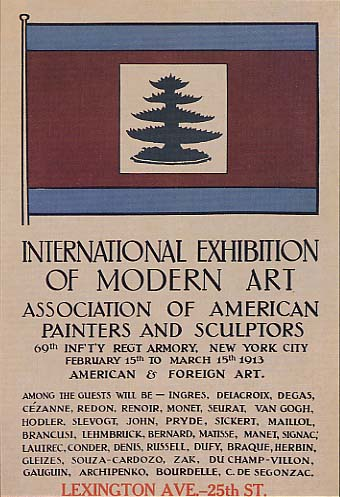
Poster der Armory Show, New York 1913

1912 traf sich Pach, der fließend Französisch, Spanisch und Deutsch sprach, mit Arthur B. Davies und Walt Kuhn in Paris, um Vorbereitungen für die im folgenden Jahr in New York stattfindende International Exhibition of Modern Art, die sogenannte Armory Show, zu treffen. Da er viele Künstler, die in Paris lebten, persönlich kannte, ermöglichte er Davies und Kuhn unter anderem Besuche der Ateliers von Constantin Brâncuși, Odilon Redon, Henri Matisse, Robert Delaunay, Albert Gleizes, Fernand Léger und Francis Picabia. Im Salon der Steins in der Rue de Fleurus 27 sahen die Organisatoren die kubistischen Werke von Pablo Picasso und Georges Braque und in Puteaux Werke der Brüder Duchamp, die der Puteaux-Gruppe angehörten. Sie wählten für die Armory Show vier Gemälde von Marcel Duchamp aus, darunter Akt, eine Treppe herabsteigend Nr. 2, sowie neun Werke von Jacques Villon und fünf Skulpturen von Raymond Duchamp-Villon.
Pach reiste zurück nach New York, um als Hauptorganisator und Publizist der Armory Show zu fungieren. Er war selbst als Künstler mit je fünf Gemälden und Radierungen an der Ausstellung beteiligt, darunter das 1912 vollendete Ölbild Portrait of Gigi Cavigli. Anlässlich der zweiten Präsentation im Art Institute of Chicago bildete eine Zeitung am Tag nach Pachs Ankunft zwei Gemälde ab, sie stammten von Matisse und von Pach. Darunter waren zwei Porträts seltsam aussehender Personen gesetzt. Die Bildunterschrift lautete: „Two of these Cubists are in Dunning [the local insane asylum], the other two are still at large. Can you tell which is which?“ („Zwei dieser Kubisten sind in Dunning [örtliches Irrenhaus], die anderen zwei sind noch auf freiem Fuß. Können Sie sagen, wer wer ist?“) Während der dritten Ausstellung in Boston lernte Pach den Kunstsammler Walter Conrad Arensberg kennen, dessen Hauptberater er wurde. Er beriet ebenfalls den Kunstsammler John Quinn.

### Maler und Schriftsteller
Walter Pachs Werk als Maler ist in der Gegenwart kaum bekannt. Er selbst sah sich als Künstler und Schriftsteller zugleich, wenngleich Freunde, wie zum Beispiel der Kunsthistoriker Bernard Berenson, ihm vorgeschlagen hatten, sich vornehmlich der Schriftstellerei zu widmen.
Pachs Sprachkenntnisse erlaubten es ihm, die avantgardistischen Ideen, die in Europa im künstlerischen Bereich entstanden, zu verstehen, zu interpretieren und für die englischsprachige Welt aufzubereiten. Er verkehrte mit vielen bekannten Künstlern aus Europa und Mexiko und vermittelte zwischen Kunsthändlern und Kuratoren der Museen. Sein Briefwechsel wurde eine wichtige Informationsquelle, nicht nur über die befreundeten Künstler, sondern auch über die moderne Kunst der ersten Hälfte des 20. Jahrhunderts.
Er verfasste zahlreiche Schriften über Künstler, beispielsweise über Georges Seurat, Raymond Duchamp-Villon, Ingres und Vincent van Gogh. Sein stark kritisiertes Buch Ananias, or the False Artist, 1928 veröffentlicht, wandte sich gegen Vertreter der Akademischen Malerei, wie unter anderem William Adolphe Bouguereau, John Singer Sargent, sowie gegen populäre Maler wie Léon Bakst. 1938 erschien eine biografische Beschreibung seiner Begegnungen unter dem Titel Queer Thing, Painting. 1959 wurde postum The Classical Tradition in Modern Art veröffentlicht. Pach war auch als Übersetzer tätig, so übertrug er das fünfbändige Werk Histoire de l’art (1919–1921) von Élie Faure ins Englische.

## Nachlass
Pachs Nachlass, unter anderem Manuskripte, Briefe und Fotografien, werden in der Smithsonian Institution in den Archives of American Art aufbewahrt. Weitere Korrespondenzen sind in der Helen Farr Sloan Library, Delaware Art Museum in Wilmington zu finden, die auf eine Stiftung der Witwe von John French Sloan zurückgeht. Sloan, ein Freund Pachs, war Maler und ebenfalls ein Mitglied des Organisationskomitees der Armory Show.

## Ausstellungen
- 1913: Beteiligung an der Armory Show
- 1931: Einzelausstellung in der Kraushaar Gallery, New York
- 1935: Knoedler Gallery, New York City
- 1936: Kleemann Galleries, New York, Aquarelle
- 1941: Einzelausstellung Schneider-Gabriel Gallery, New York
- 1986: Walter Pach, A Retrospective, Asheville Art Museum, Asheville, North Carolina.
- 1988: The Art of Walter and Magda Pach, Butler Institute of American Art, Youngstown, Ohio
- 1990: Discovering Modernism: Selections from the Walter Pach Papers, The Archives of American Art, New York
- 1991: The Paintings of Walter Pach, Forum Gallery, New York

## Veröffentlichungen (Auswahl)
- Queer Thing, Painting, 1938. Tomlin Press 2007, ISBN 978-1-4067-4796-6. Auch verfügbar als Google Book
- The Art Museum in America, 1948.  Bowen Press 2008, ISBN 978-1-4437-6555-8